# Lijst van giftige planten in Nederland
Onderstaande lijst van giftige planten in Nederland geeft een opsomming van giftige en wijdverbreid in het wild in Europees Nederland of als landbouwgewas voorkomende planten. De lijst is gebaseerd op statistieken van geregistreerde vergiftigingen (van vooral kinderen). Sommige planten in de lijst hebben ook niet-giftige delen (bijvoorbeeld vruchten) of kunnen in beperkte hoeveelheden of gekookt veilig gegeten worden, maar als ze daarnaast ook tot vergiftigingen leiden zijn ze toch opgenomen.
| Nederlandse naam      | Botanische naam                            | Afbeelding |
| --------------------- | ------------------------------------------ | ---------- |
| Venijnboom            | Taxus baccata                              |            |
| Monnikskap            | Aconitum vulparia en napellus              |            |
| Bosanemoon            | Anemone nemorosa                           |            |
| Boterbloem            | Ranunculus acris e.a. sp.                  |            |
| Stinkende gouwe       | Chelidonium majus                          |            |
| Slaapbol              | Papaver somniferum                         |            |
| Wilde lijsterbes      | Sorbus aucuparia                           |            |
| Brem                  | Cytisus scoparius                          |            |
| Robinia               | Robinia pseudoacacia                       |            |
| Lupine                | Lupinus polyphyllus, luteus e.a. sp.       |            |
| Boon                  | Phaseolus vulgaris en coccineus            |            |
| Witte paardenkastanje | Aesculus hippocastanum                     |            |
| Klimop                | Hedera helix                               |            |
| Gevlekte scheerling   | Conium maculatum                           |            |
| Waterscheerling       | Cicuta virosa                              |            |
| Berenklauw            | Heracleum sphondylium e.a. sp.             |            |
| Hondspeterselie       | Aethusa cynapium                           |            |
| Hulst                 | Ilex aquifolium                            |            |
| Kardinaalsmuts        | Euonymus europaeus                         |            |
| Sporkehout            | Rhamnus frangula                           |            |
| Wegedoorn             | Rhamnus cathartica                         |            |
| Maretak               | Viscum album                               |            |
| Heggenrank            | Bryonia dioica                             |            |
| Vlier                 | Sambucus nigra en ebulus                   |            |
| Trosvlier             | Sambucus racemosa                          |            |
| Wollige sneeuwbal     | Viburnum lantana                           |            |
| Gelderse roos         | Viburnum opulus                            |            |
| Sneeuwbes             | Symphoricarpos albus                       |            |
| Rode kamperfoelie     | Lonicera xylosteum e.a. sp.                |            |
| Liguster              | Ligustrum vulgare e.a. sp.                 |            |
| Bilzekruid            | Hyoscyamus niger                           |            |
| Bitterzoet            | Solanum dulcamara                          |            |
| Zwarte nachtschade    | Solanum nigrum                             |            |
| Aardappel             | Solanum tuberosum                          |            |
| Doornappel            | Datura stramonium                          |            |
| Vingerhoedskruid      | Digitalis purpurea, lutea e.a. sp.         |            |
| Paardenbloem          | Taraxacum officinale                       |            |
| Herfsttijloos         | Colchicum autumnale                        |            |
| Salomonszegel         | Polygonatum multiflorum, odoratum e.a. sp. |            |
| Lelietje-van-dalen    | Convallaria majalis                        |            |
| Dalkruid              | Maianthemum bifolium                       |            |
| Eenbes                | Paris quadrifolia                          |            |
| Narcis                | Narcissus pseudonarcissus en poeticus      |            |
| Slangenwortel         | Calla palustris                            |            |
| Gevlekte aronskelk    | Arum maculatum                             |            |